# Oakwood, Paulding County, Ohio
Oakwood är en ort i Paulding County i delstaten Ohio, USA.